# Rikke Eberhardt Isen
Rikke Eberhardt Isen (født 7. marts 1989 i Storkøbenhavn) er en dansk skuespiller, der blandt andet har medvirket som barnebarnet og advokaten Rikke i DR-serien Generationer.

## Levnedsløb
Isen er uddannet fra Statens Scenekunstskole i 2014.

## Roller

### TV
Isen har spillet med i en række tv-serier:
- Grænseland (2020) - Klara (1 afsnit)
- Sygeplejeskolen (2020) - Fru Simonsen (1 afsnit)
- Chosen (2022) - Leyla (5 afsnit)
- Generationer (2025) - Rikke (6 afsnit)

### Film
- Knyttet til Helvede. Paradis (2017, krediteret som Rikke Eberhardt Knudsen)[3]